# Јетер (Ајова)
Јетер (енгл. Yetter) град је у америчкој савезној држави Ајова. По попису становништва из 2010. у њему је живело 34 становника.

## Демографија
Према попису становништва из 2010. у граду је живело 34 становника, што је 2 (5,6%) становника мање него 2000. године.
| Група   | 2000.     | 2010.      |
| Белци   | 36 (100%) | 33 (97,1%) |
| Азијати | 0 (0%)    | 1 (2,9%)   |
| Укупно  | 36        | 34         |